# Udave-Beramendi
Udave-Beramendi (Udabe-Beramendi en euskera y de forma oficial) es un concejo de la Comunidad Foral de Navarra perteneciente al municipio de Basaburúa Mayor. 
Está situado en la Merindad de Pamplona, en la comarca de Ultzamaldea, y a 38,5 km de la capital de la comunidad, Pamplona. Su población en 2014 fue de 76 habitantes (INE), su superficie es de 4,297 km² y su densidad de población de 17,69 hab/km².
El concejo está formado por dos lugares habitados: Beramendi y Udave.

## Geografía física

### Situación
El concejo de Udave-Beramendi está situada en la parte suroeste del municipio de Basaburúa Mayor a una altitud de 518 m s. n. m. Su término concejil tiene una superficie de 4,297 km² y limita al norte con el concejo de Ichaso; al este con los de Yaben y Echalecu en el municipio de Imoz): al sur con Latasa y Urriza ambos en el municipio de Imoz y al oeste con Arruiz en el municipio de Larráun.
|                         | Norte: Ichaso                        |                               |
| Oeste: Arruiz (Larráun) |                                      | Este: Yaben y Echalecu (Imoz) |
|                         | Sur: Latasa y Urriza (ambos en Imoz) |                               |

## Demografía

### Evolución de la población
| Gráfica de evolución demográfica de Udave-Beramendi entre 2000 y 2011 |
|                                                                       |
| Datos según el nomenclátor publicado por el INE.                      |

### Distribución de la población
El concejo se divide en los siguientes entidades de población, según el nomenclátor de población publicado por el INE (Instituto Nacional de Estadística). Los datos de población se refieren a 2014. 
| Entidad de Población | Población (2014) |
| -------------------- | ---------------- |
| Beramendi            | 24               |
| Udave                | 52               |